# エンリル・エッジ 刃をまとう女神たち
『エンリル・エッジ 刃をまとう女神たち』（エンリル・エッジ やいばをまとうめがみたち）は、鈴羽らふみによる日本のライトノベル。イラストは片瀬優が担当。ファミ通文庫（エンターブレイン）より2004年1月に刊行された。

## ストーリー
突然人々を魔物化させる「魔物化現象」--クリーチャーズ・シフトによる被害に怯える旧世紀末。その被害に巻き込まれた少女マキの心の内からもう一人の人格の少女、マイが「出現」した。一つの体の中で生きていくことになった2人は同時に得た力を使い、スイーパーとして魔物化した人間を退治することになり……。

## 登場人物
椎野 麻紀（しいの まき）
スイーパー。クリーチャーズ・シフトの被害に遭い、両親を失うと同時に自分の中で真衣というもう一つの人格が生まれる。戦闘時には体内から出現するデーモン（悪魔少女）の姿に人格を移す。
真衣（マイ）
麻紀がクリーチャーズ・シフトの被害に遭った時、麻紀の心の中で生まれたもう一つの人格の少女。麻紀がデーモンに人格を移したときは、本来の麻紀の体を使って行動する。

## 既刊一覧
- 鈴羽らふみ（著）・片瀬優（イラスト） 『エンリル・エッジ 刃をまとう女神たち』 エンターブレイン〈ファミ通文庫〉、2004年2月4日初版発行（1月23日発売[1]）、ISBN 4-7577-1702-4